# Лос (Блейк)
Лос (Los) — в мифологии Уильяма Блейка, это падшая (земная или человеческая) форма Уртоны (Urthona), другого блейковского мифологического персонажа, представляющего человеческий инстинкт, интуицию и воображение. Лос олицетворяет собой дух поэзии и творческое воображение в этом мире. Он является также символом времени. Блейк называет Лоса «вечным пророком» («the Eternal Prophet»). Лос описан, как кузнец, бьющий молотом по наковальне, что метафорически выражает биение человеческого сердца, а его кузнечные мехи — это человеческие лёгкие. Лос занят строительством Голгонузы — города искусства и ремёсел.
Интересно, что имя Лос является анаграммой или точнее палиндромом слова «Sol» (лат. «солнце»). В стихотворении «Грозный Лос» Блейк писал, что внешнему (телесному) зрению Лос представляется обычным солнцем, но внутреннему взору (воображению) он является Лосом — могущественным божеством.

Then Los appeard in all his power
In the Sun he appeard descending before
My face in fierce flames in my double sight
Twas outward a Sun: inward Los in his might
With happiness stretchd across the hills… (Los the Terrible, 55-58)

Из пламени солнца, что ввысь поднялось,
Могущества полон, явился мне Лос.
Он внешнему глазу — солнцем утренним
Казался, но Лоса увидел я — внутренним.
(Перевод В. Потаповой)

## Лос в произведениях Блейка

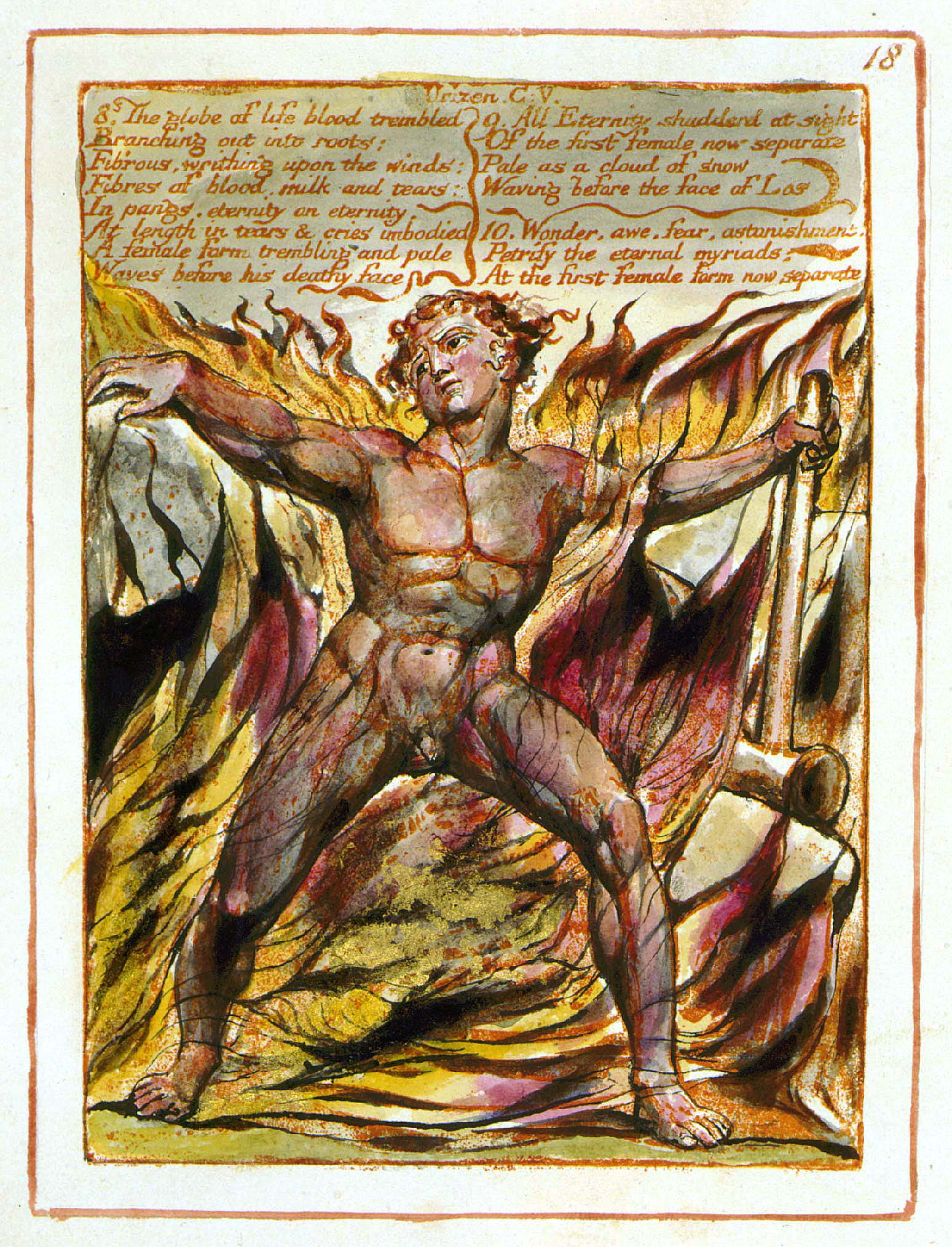
Уильям Блейк. Изображение Лоса в «Книге Уризена»

Лос один из главных мифологических персонажей следующих литературных произведений Блейка:
- America a Prophecy / Америка, пророчество (1793)
- Europe a Prophecy / Европа, пророчество (1794)
- The [First] Book of Urizen / [Первая] Книга Уризена (1794)
- The Song of Los / Песнь Лоса (1794)
- The Book of Los / Книга Лоса (1795)
- Vala, or The Four Zoas / Вала или Четыре Зоа (ок. 1795—1804)
- With happiness stretchd across the hills… (Los the Terrible) / Грозный Лос (1801. Из письма к Баттсу 22 ноября 1802)
- Milton a Poem / Мильтон, поэма в 2 книгах (ок. 1804—1808)
- Jerusalem The Emanation of the Giant Albion / Иерусалим, Эманация Гиганта Альбиона (ок. 1804—1820)

В «Первой книге Уризена» (1794) Лос и его противоположность Уризен описаны как некое единство, в котором Уризен представляет собой разум, а Лос воображение. Уризен, Жрец разума отделивший себя от прочих Бессмертных, создаёт огромную пустоту и наполняет её стихиями. Бессмертые возмущены Уризеном, восставшим против Вечности, их гнев превращается в огонь, пожирающий воинство Уризена. Чтобы защитить себя от огней Бессмертных, Уризен строит каменную кровлю, обрамляет себя жилами и кровеносными сосудами. Из сострадания Лос, наблюдавший за Уризеном, создаёт для него телесную форму. Утомлённый трудами, Лос раздваивается на мужское и женское — так появляется Энита́рмон (Enitharmon), его эманация — его женский двойник и спутница, олицетворение духовной красоты и жалости. Она же — вдохновение поэта Лоса. Её символом является Луна. Её земной прототип — Кэтрин Софи Блейк (жена Уильяма Блейка). Энитармон рыдает, и Лос из сострадания обнимает её. Заметив, что она беременна, Бессмертные воздвигают для них шатёр. И в этом шатре Энитармон разрешилась дитём человеческим — Орком — символом бунтующей энергии. И «даже Вечность застыла в испуге / В тот час, когда был рождён Человек!». Бессмертные наглухо ограждают Лоса и его творение от Вечности. А Лос из-за ревности к сыну решает приковать Орка прочной цепью, сотканной из звеньев этой ревности, к каменной скале «под мертвенной тенью Уризена». Крик Орка пробуждает Уризена от мёртвого сна, и вместе с ним пробуждается вся Природа.

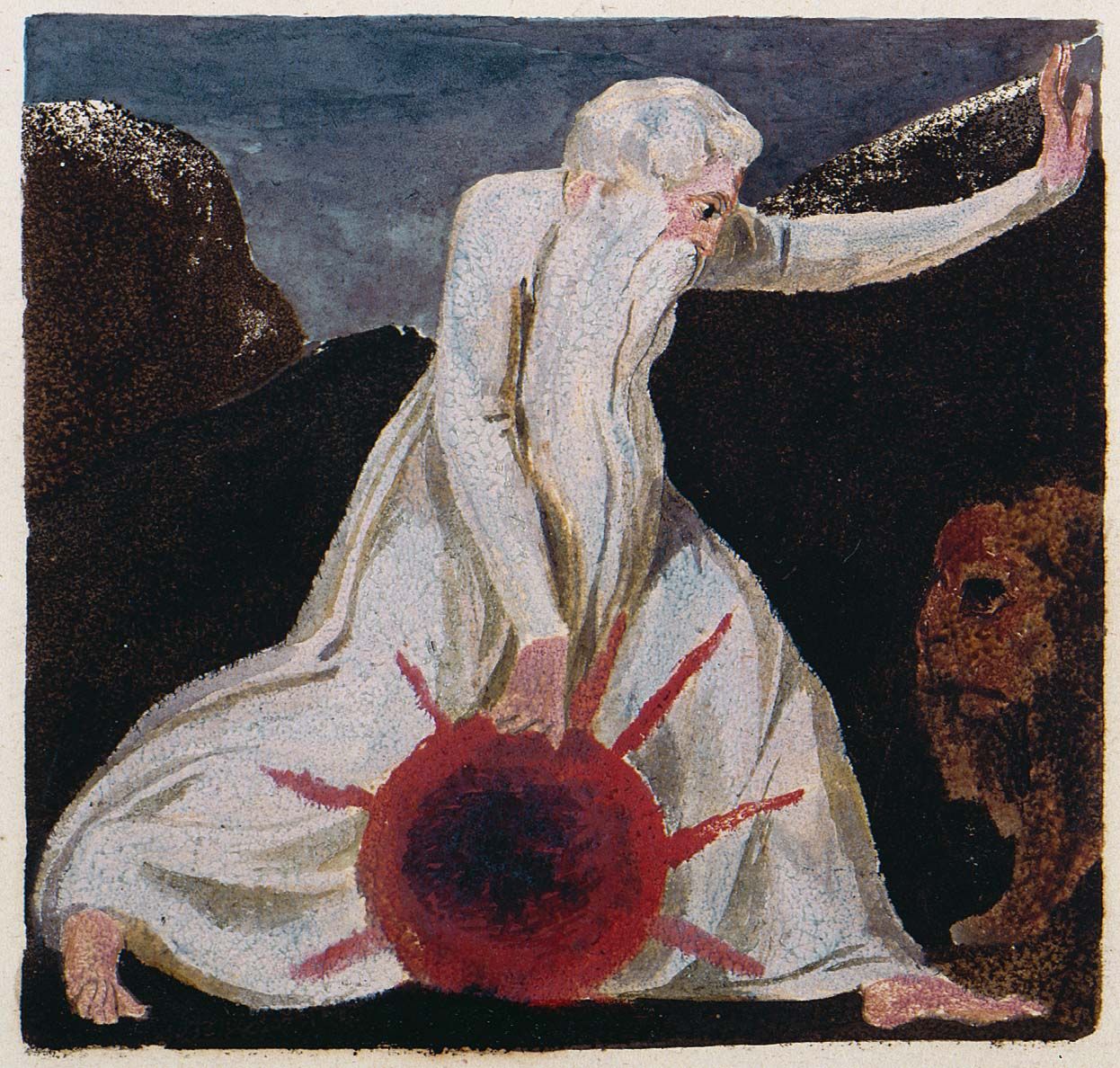
Уильям Блейк. Уризен, творящий Вселенную. Малая книга гравюр, (Копия А, 1796)

В «Книге Лоса» (1795), где действие относится к началу сотворения мира, Лос, прикованный цепью к падшему Уризену, вынужден его охранять. В гневе Лос разрывает оковы и входит в вечные реки огня. Огонь этот затвердевает. Лос разбивает его на мелкие осколки и оказывается в пустоте. Столетиями он проваливается в бездну, пока ему не удаётся отделить тяжёлое от лёгкого и таким образом создать свет. В лучах этого света Лос видит, как над бездной нависает чудовищный скелет Уризена. Лос мастерит горн, наковальню и молот, и трудится ночи и дни, чтобы придать Уризену форму. Далее описываются семь дней творения, где в роли Творца выступает Лос. Усилия Лоса завершаются сотворением первого человека.

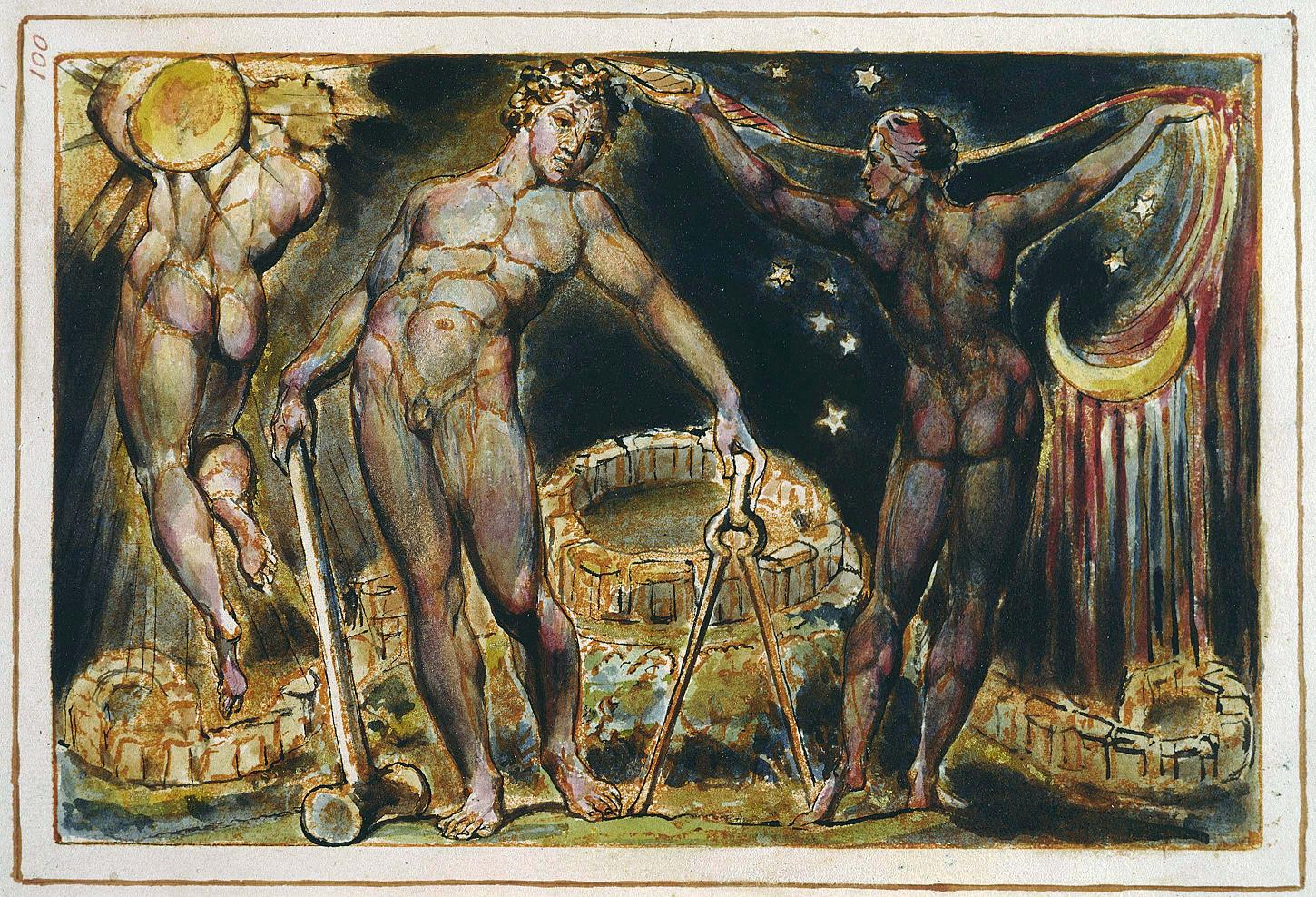
Уильям Блейк: Поэма «Иерусалим», лист 100. Три фигуры на фоне «Змеиного храма друидов». Фигура в центре с молотом и щипцами — Лос, «кузнец Вечности». Парящая мужская фигура слева, поддерживающая Солнце, по-видимому, «призрак» Лоса. Справа, вероятно, Энитармон, эманация Лоса. В её руках прялка или веретено и свисающие толстые цветные нити («волокна поколений»), спадающие на растущий месяц и далее вниз на землю.

В поэме «Иерусалим, Эманация Гиганта Альбиона» (ок. 1804—1820) рассказывается история падения гиганта Альбиона в состояние Эгоизма (или Самости). Во вступлении описывается сцена странствования Лоса во внутреннюю часть Альбиона и преображения человечества путём прощения грехов. В первой сцене Альбион изгоняет Иерусалим и Иисуса, разрушая природу, культуру и свою внутреннюю жизнь. Затем Лос борется со своим Призраком, заставляя его трудиться для восстановления Альбиона. Лос строит Голгонузу, город, через который можно будет войти в райскую вечность. Уризен со своей рациональностью нападает на Иерусалим, эманацию Альбиона, и обволакивает жизнь разума. Лос борется против этого, перенося Британию на территорию Израиля, но его тёмный Призрак заражает его гневом и стыдом, преследует дочерей Альбиона и побуждает воинственных сыновей Альбиона изгнать Иерусалим. Лос и сонм ангелоподобных Бессмертных пытаются спасти гиганта Альбиона. Призрак Лоса и его эманация показаны как беженцы, спасающиеся от Альбиона и рассказывающие свои версии его падения. Лос вступает вглубь Альбиона, где поклоняются кровожадной Вале. Лос ограничивает чувства Рувима (сына Альбиона) пытаясь контролировать его похоть, в то время как Иисус созидает основу для того, чтобы человечество смогло найти прощение. Ангелоподобные Бессмертные (соборные города) стремятся помочь Альбиону, но они тоже оказываются поражены Эгоизмом (Самостью). Лос пробуждает их, но Альбион предпочитает оставаться в плену. Лос продолжает своё строительство Голгонузы. Когда наступает конец Времени, Божественное Дыхание оживает. Альбион просыпается, и видит, что Лос это Христос, а Христос это Лос. Он бросается в языки пламени Лоса, которые становятся источниками живой воды. Раздроблённые Четыре Зоа воссоединяются в войнах любви в Песни Иерусалим. Всё живое становится великой Божественной Плотью.

## Дети Лоса и Энитармон

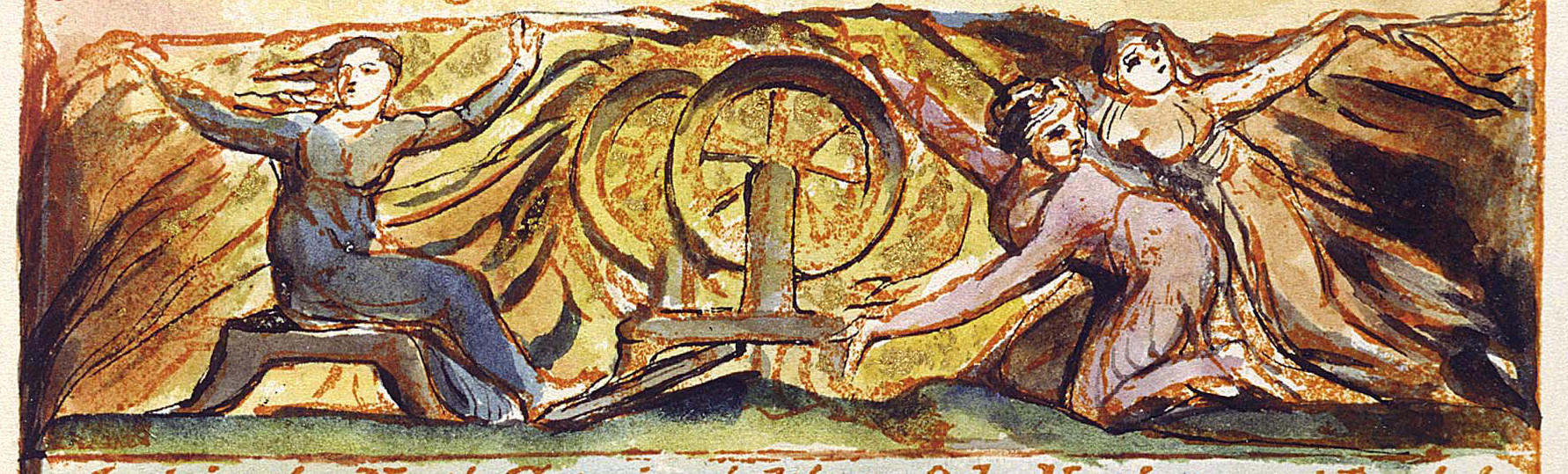
Уильям Блейк. Дщери Лоса и Энитармон на ткальнях Голгонузы. Илл. к поэме «Иерусалим». Копия E, лист 59 (деталь)

Лос и Энитармон — родители многочисленного потомства. Их сын-первенец Орк (Orc, анаграмма латинского cor — «сердце») — у Блейка это «Красный Демон», божество непокорства и бунта, выражение революции в материальном мире. Любовь Орка к своей матери вызывает у отца ревность. Когда Орк достигает зрелости, он начинает ненавидеть отца, и Лос приковывает сына «цепями ревности» к вершине горы Атлас. По другой версии первым сыном Лоса и Энитармон является Ринтра, воплощение гнева. Среди их сыновей Блейк называет Сатану, Адама, царя Давида, Соломона, апостола Павла, Константина и Карла Великого.
Вот список детей Лоса и Энитармон составленный соответственно тексту «Восьмой Ночи» поэмы «Вала, или Четыре Зоа»

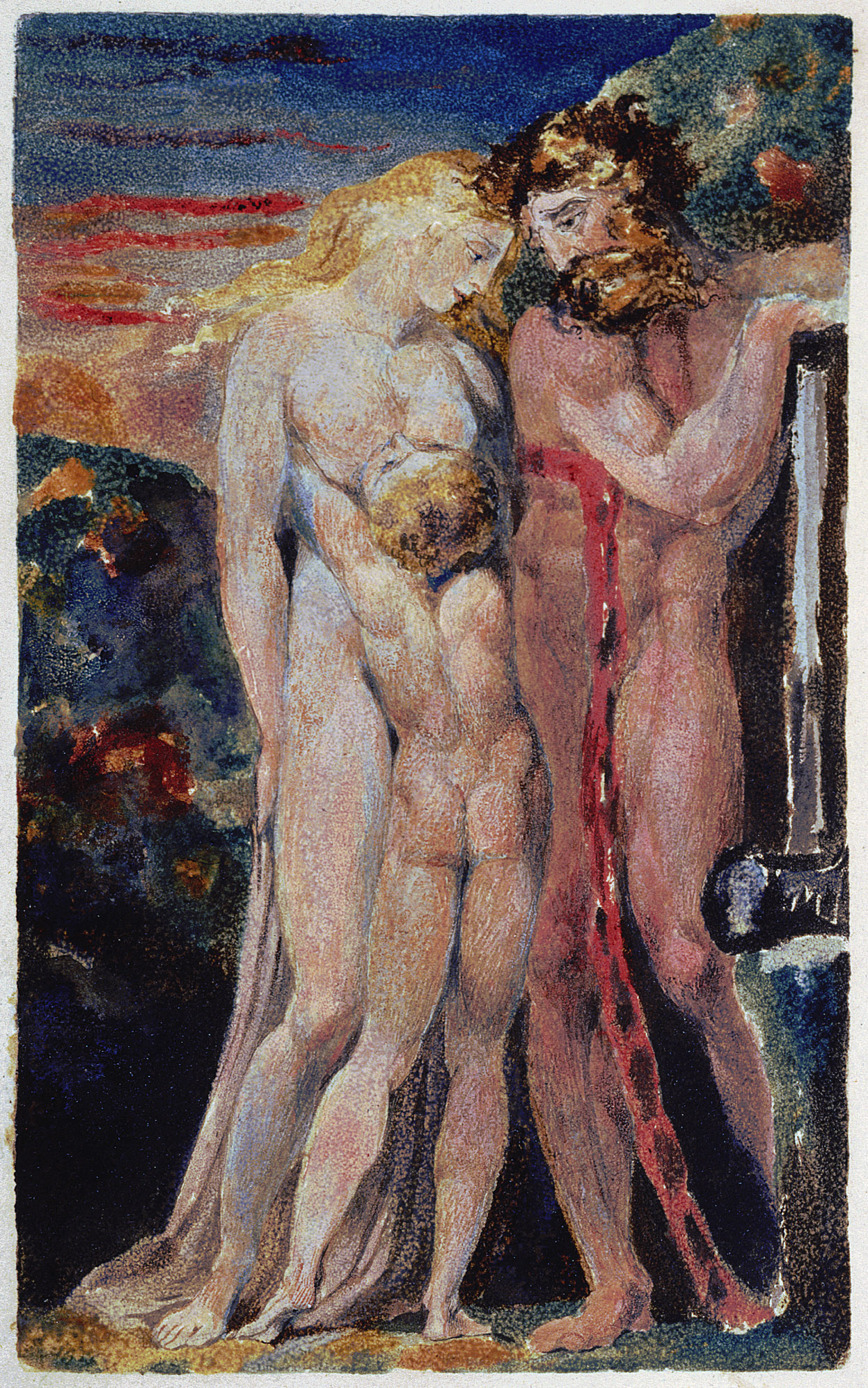
Лос и Энитармон с сыном Орком из «Большой книги гравюр» Блейка

Сыновья
1(а). Орк (революция);
1(b). Ринтра (гнев);
2. Паламаброн (жалость);
3. Теотормон (тщетное желание);
4. Бромион (тщетная мысль);
5. Антамон (мужское семя);
6. Анантон;
7. Озот (зрительный нерв);
8. Охана;
9. Сота (неудовлетворённое сексуальное желание, превращающееся в войну);
10. Мидон;
11. Эллайол;
12. Нато;
13. Гон;
14. Нархат;
15. Сатана (заблуждение);
16. Хар (себялюбие);
17. Охим (горести);
18. Иджим (бесцельная похоть);
19. Адам (человек во плоти);
20. Давид (царь-поэт);
21. Соломон (библейский мудрец);
22. Павел (основатель воинствующей церкви);
23. Константин (основатель воинствующей церкви и гонитель);
24. Карл Великий (основатель священной Римской Империи);
25. Мильтон (английский поэт).
В других списках Блейк относит к сыновьям Лоса также Рувима (в Библии старшего сына Иакова)
Дочери
1. Окалитрон (эманация Ринтры);
2. Элинитрия (эманация Паламаброна);
3. Утуна (эманация Теотормона);
4. Льюта (эманация Бромиона);
5. Элитрия (эманация Антамона);
6. Энанто (эманация Анантона);
(Манату-Варцион — включено ошибочно, так как это мужской вариант Этинтус);
7. Этинтус (плотская любовь)
8. Моаб и 9. Мидиан (чужестранки, соблазняющие израилевых сынов);
10. Ада и 11. Цилла (жёны многоженца Ламеха);
12. Каина (сестра Каина);
13. Ноема (жена Ноя);
14. Фамарь (соблазнительница своего отчима Иуды);
15. Раав (блуд); 16. Фирца (притворная стыдливость);
17. Мария (жена Иисуса).
Однако, соответственно Блейку, у Лоса и Энитармон было множество детей не перечисленных в этом списке. Так в поэме «Иерусалим, эманация гиганта Альбиона» (1804—1820) говорится, что «к созданиям Лоса» относятся также Ной, Авраам, Моисей, Самуил, Иезекииль и далее (зачёркнуто): Пифагор, Сократ, Эврипид, Вергилий, Данте и Мильтон.